# Mayte Gómez Molina
Mayte Gómez Molina (Madrid, 1993) es una artista digital, investigadora y escritora española, ganadora del Premio Nacional de Poesía Joven Miguel Hernández 2023.

## Trayectoria
Nació en Madrid en 1993. Comenzó estudios de Bellas Artes. Después cursó Comunicación Audiovisual. Fue becaria Fullbright en el periodo 2019-2021, lo que le permitió estudiar un master de Cine, Vídeo, Nuevos Medios y Animación en medios en el Instituto de Arte de Chicago.
Realizó el documental Como ardilla en el agua, junto con su madre, Mayte Molina.
Como artista, ha participado en Immaterial TV del espacio cultural de Tabakalera en Donosti, en el festival Me gustas Pixelad_ en La Casa Encendida de Madrid, en la exposición Frame & Frequency VII en Rockville de Maryland y en la sección oficial Supernova Digital Arts Festival de Denver.
En 2021, realizó en la Universidad de Granada su primera exposición individual, Me veo la nuca. Ese mismo año, publicó por primera vez una obra escrita, el poemario Mi Piel Virtual, Cansada, que era una pieza que nacía de esa primera exposición.

## Reconocimientos
Obtuvo el premio Panorama Andaluz en el Festival de Cine Europeo de Sevilla con el documental Como ardilla en el agua,.
En 2014 ganó el XL Certamen Literario María Agustina y al año siguiente el XIII Certamen Literario Eugenio Carbajal. El 2016 hizo lo mismo en el XXXIII Certamen literario Jorge Guillén. En 2018, recibió el primer premio de narrativa en Málaga Crea.
En 2023, fue reconocida con el Premio Nacional de Poesía Joven Miguel Hernández, que concede el Ministerio de Cultura y Deporte, por su obra Los trabajos sin Hércules. El galardón contó con una dotación económica de 30.000 euros.